# Khayr al-Din Pachá

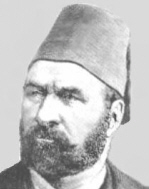
El Gran Visir Khayr al-Din Pachá.

'Khayr al-Din Pachá o Kheireddine Pasha (en árabe: خير الدين باشا) también Kheireddine Ettounsi (en árabe: خير الدين التونسي) (1822 o 1823-Estambul, el 30 de enero de 1890) fue un gran visir tunecino de origen abjaso que ejerció el cargo de 1873 a 1877.

## Biografía
Fue capturado en el Cáucaso y enviado a Turquía donde fue vendido por un traficante árabe a un personaje tunecino que, lo revendió a su vez, al bey de Túnez cuando tenía 20 años. Ahmad I ibn Mustafá el cual lo hizo instruir de forma moderna y dominó el turco, el persa, el inglés y el francés además del árabe y su lengua propia. Favorito del bey y del ministro Mustafá Khaznadar, se convirtió en comandante de caballería. 
Se decantó por la introducción de los sistemas modernos en el ejército y la administración, especialmente después de su primer viaje a Europa en 1846.Hizo varias misiones diplomáticas en Europa y llegó al rango de general del ejército. En enero de 1857 fue nombrado ministro de marina y se casó con la hija de Mustafá Khaznadar. Fue defensor de la constitución de 1861 y presidente del parlamento ,llegando a ministro de marina, pero dejó los dos cargos en noviembre de 1862 como protesta por un préstamo de Europa que consiguió llevar al país a la quiebra. 
De 1862 al 1869 estuvo retirado de la política y escribió la obra Le plus sûr moyen pour connaître l'état des nations, donde exponía las causas de la decadencia de Túnez y del mundo árabe y musulmán. 

### Comisión financiera
Regresó a la política en 1869 y presidió la comisión financiera que controlaba las finanzas del país. En 1873 fue el que presentó al bey el informe según el cual el gran visir Mustafá Khaznadar había desviado dos millones de francos; Khaznadar dimitió el 22 de octubre de 1873 y Khayr al-Din fue nombrado en su lugar como wazir akbar o gran visir (hasta entonces fue wazir Mubashir); mejoró la administración y consiguió snaear la economía. Reformó las aduanas, la mezquita Zituna, y la justicia. Creó una biblioteca y fundó el Colegio Sadiki que estableció nuevos métodos de enseñanza, y fue de donde salieron más nacionalistas tunecinos. Su gobierno estuvo formado en general por personas honestas y competentes como los generales Husayn y Rustum. 
En 1876 los otomanos pidieron al bey el envío de ayuda para la guerra contra Rusia. El gran visir apoyó la petición pero el bey se opuso. Finalmente un consejo extraordinario con los ulemas y notables, optó por aportar la ayuda en forma de especies recogidos por suscripción pública, y así fueron enviados algunos millones de francos, caballos, mulas y otros materiales. Pero las aportaciones hicieron caer la recaudación del estado y la situación se complicó con una fuerte sequía, el gran visir disminuyó los gastos del estado incluyendo las de la casa civil de la monarquía, lo que ofendió al bey, esto sumado a que intentó restaurar la constitución y reabrir el parlamento, a lo que el bey se oponía, le llevó a su dimisión/destitución el 21 de julio de 1877, y lo sustituyó Muhammad Khaznadar. 

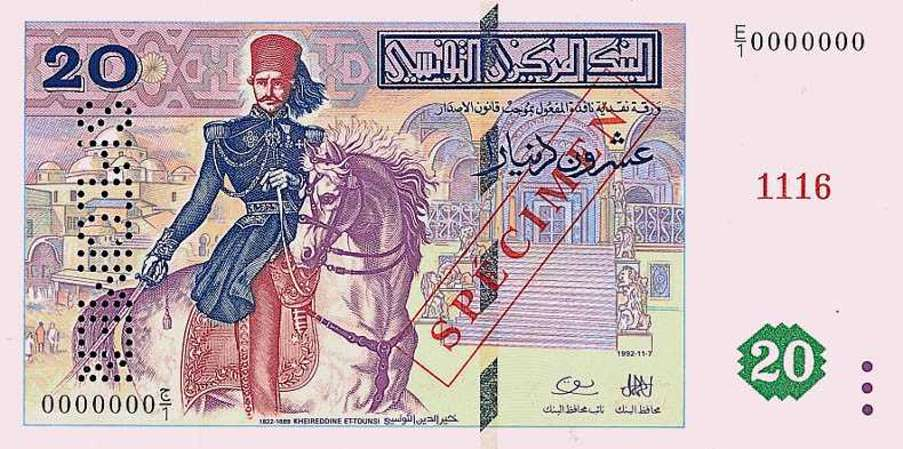
Khayr al-Din Pachá en el billete de 20 dinares

### Exilio en Estambul
En octubre de 1878 fue invitado a visitar Estambul y formalmente el 4 de diciembre de 1878 el sultán otomano le nombró gran visir, cargo que ejerció hasta el 29 de julio de  1879. Se retiró a continuación, pero fijando su residencia en Estambul donde murió en 1890. Sus restos fueron repatriados en 1968 para ser enterrado en el cementerio de Djellaz en Túnez. Su imagen aparece en los billetes de 20 dinares emitidos a partir del 9 de noviembre de 1992. 
| Predecesor: Mustafá Khaznadar | Túnez Gran Visir de Túnez Khayr al-Din Pachá 1873-1877 | Sucesor: Muhammad Khaznadar |